# Schuhläufer-Kommando

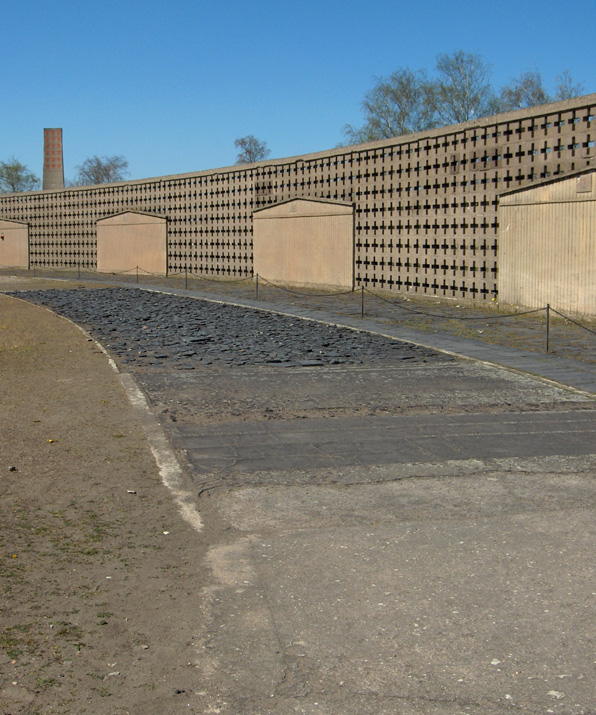
Rekonstruktion der „Schuhprüfstrecke“ im KZ Sachsenhausen (Aufnahme 2005)

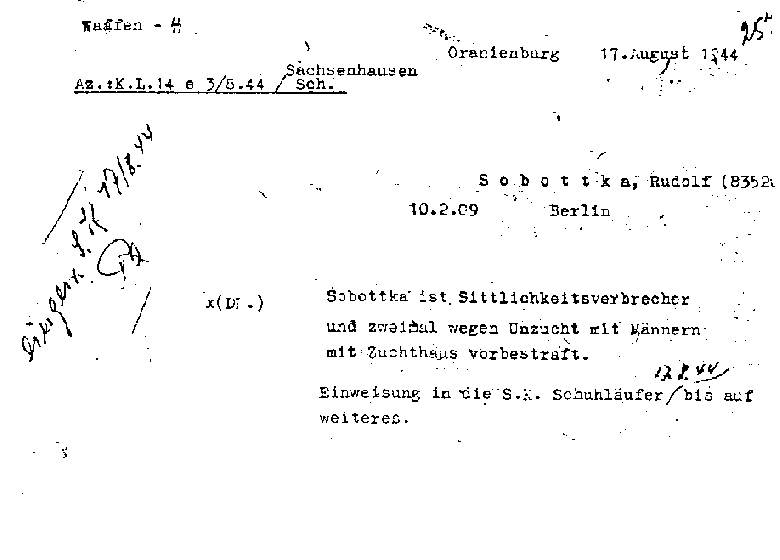
Einweisung eines Homosexuellen in das KZ Sachsenhausen und Zuteilung zur „Strafkompanie Schuhläufer“

Das Schuhläufer-Kommando war eine Strafkompanie im Konzentrationslager Sachsenhausen, bei der Häftlinge auf der Schuhprüfstrecke Schuhe testen mussten. Auftraggeber waren ab Juni 1940 zivile Schuhunternehmen, Leder-Ersatzstoff-Hersteller und Schuhleistenfabrikanten und ab November 1943 auch die Wehrmacht. Die Schuhprüfstrecke, die aus Schotter, Sand, Steinen und Asphalt bestand, war knapp fünf Jahre lang, bis Frühjahr 1945, in Betrieb.
Die Dauerläufe in der Strafkompanie waren de facto Todesmärsche, da die Läufer erschossen wurden, wenn sie infolge von Ermüdung zusammenbrachen.

## Hintergründe
In der Kriegswirtschaft musste im wachsenden Maße auf Ersatzstoffe zurückgegriffen werden. Neuartige Straßenschuhe für Damen und Herren sowie später Schnürstiefel für die Wehrmacht mit Gummisohlen und anderen Leder-Ersatzstoffen sollten praxisnah auf Haltbarkeit getestet werden. Einige Hersteller und Zulieferbetriebe hatten zu diesem Zweck eine Prüfstrecke auf ihrem Betriebsgelände eingerichtet oder führten auf andere Weise Trageversuche mit neuen Produkten auf dem eigenen Betriebsgelände durch. Kostensparender schien es einigen Herstellern zu sein, KZ-Häftlinge auszunutzen; für diese waren nur sechs Reichsmark täglich zu zahlen. Ab Mai 1940 richtete das Reichsamt für Wirtschaftsausbau im Konzentrationslager Sachsenhausen um den Appellplatz eine Prüfstrecke ein, die sieben unterschiedliche Straßenbeläge hatte und rund 700 Meter lang war.
In das Schuhläufer-Kommando abkommandiert zu werden, galt als Strafe, denn die Häftlinge wurden schlecht ernährt. Die für jeden Häftling täglich zu laufende Strecke von 40 bis 48 Kilometern entsprach etwa der Länge eines Marathonlaufs. Manche Häftlinge des Strafkommandos, das zeitweilig 170 Männer umfasste, mussten zudem schwere Rucksäcke schleppen. Täglich sollen, nach konservativen Schätzungen und Zeugenberichten, 10 bis 20 Häftlinge bei diesen Materialtests ermordet worden sein. Aufsicht führte, neben Mitgliedern der Schutzstaffel (SS), ein Zivilbeamter des Reichswirtschaftsministeriums.
Die Schuh- bzw. Materialbelastungstests wurden unter anderem im Auftrag für Salamander, die Gerberei Freudenberg, Fagus, UHU, Deutsche Linoleum-Werke, Rieker, I. G. Farben, Westland Gummiwerke und die Continental-Tochtergesellschaft Schwelmer Gummiwaren GmbH durchgeführt. Einige der mit Hilfe von Tests „auf der »Schuhprüfstrecke« entwickelten Werkstoffe sind als Kunststoffe bis heute in Gebrauch.“
Trageversuche für Schuhe wurden gegen Ende des Zweiten Weltkrieges auch in den Vereinigten Staaten eingeführt. Bis Ende der 1960er Jahre galten sie den mechanischen Prüfungen gegenüber als überlegen.